# Marcel Jacob
Marcel Jacob (Estocolmo, 30 de enero de 1964 - 21 de julio de 2009) fue un bajista sueco, más conocido por su trabajo con las bandas de hard rock Europe (álbum "Wings of Tomorrow"), Yngwie Malmsteen, Talisman y Last Autumn's Dream.

## Biografía
Marcel Jacob fue un músico sueco conocido mundialmente por ser bajista de algunas de las bandas más importantes de la escena escandinava. 
Sus comienzos musicales datan desde el año 1978, cuando formaba parte de una banda que con el pasar de los años sería el embrión de la famosa Yngwie Malmsteen's Rising Force. Posteriormente formaría parte de la Force - que a corto plazo terminaría llamándose Europe. Su aporte más notable fue que coescribió una canción que años más tarde sería llamada "Scream of Anger" que formaría parte del segundo disco de dicha banda, denominado "Wings of Tomorrow".
Después, en 1987, formaría parte de la banda como solista del guitarrista de dicha agrupación, John Norum (quien acababa de seperarse de sus compañeros) y grabaría el disco "Total Control". Jacob coescribió varias de las canciones incluidas en ese álbum. 
Durante el proceso de elaboración del segundo disco como solista de Norum, Jacob escribió una serie de canciones que ofreció a Norum,  sin que a este último le gustaran. Pero como Jacob tenía mucha fe en dichas canciones, optó por usarlas en su propio proyecto. 
Los demos grabados conjuntamente con el vocalista Goran Edman, terminarían siendo el embrión de una nueva banda: Talisman. Lamentablemente, en el proceso de búsqueda de un sello discográfico que firmara al proyecto, Edman recibió una oferta para formar parte de Yngwie Malmsteen's Rising Force, abandonando de esta manera el proyecto.
Después de una intensa búsqueda, Jacob selecciona a un viejo conocido de sus tiempos como músico de Malmsteen, el cantante norteamericano Jeff Scott Soto. A partir de ese momento la banda Talisman empezaría a ser una realidad.
El 21 de julio de 2009, Jeff Scott Soto publicó un comunicado en su blog anunciando el fallecimiento de Jacob. Fue encontrado muerto en la localidad de Kristineberg, Estocolmo, a la edad de 45 años, en un aparente suicidio de circunstancias no muy claras. Scott Soto señaló al respecto: "Esto se emite con el pesar y el profundo remordimiento, junto con los miembros compañeros de Talisman, anunciando que nuestro hermano, el colega de largo plazo y el músico más grande con el que hayamos tocado, Marcel Jacob, no estará más con nosotros desde el día el hoy, martes 21 de julio de 2009. Marcel tomó su propia vida después de muchos años de episodios personales y de problemas de salud con los que luchaba”.

## Discografía

### Europe
- Wings of Tomorrow (1984) (Coescritor de "Scream of Anger")

### Talisman
- Talisman (1990)
- Genesis (1993)
- Humanimal (1994)
- Humanimal Part II (1994)
- Five out of Five (1994)
- Life (1995)
- BESTerious (compilación) (1996)
- Best of... (compilación, diferente al anterior) (1996)
- Truth (1998)
- Talisman Live SRF (2001)
- Cats and Dogs (2003)
- Five Men Live (2005)
- 7 (2006)

### W.E.T.
- W.E.T. (2009)

### Last Autumn's Dream
- II (2005)
- Winter in Paradise (2006)
- Saturn Skyline (2007)
- Impressions: The Very Best of LAD (Japanese market) (2007)
- Hunting Shadows (2007)
- Live in Germany 2007 (2008)
- Impressions: The Very Best of LAD (German market) (2008)
- Dreamcatcher (2009)
- A Touch of Heaven (2010)

### Human Clay
- Human Clay (1996)
- u4ia (1997)
- Closing The Book (remaster) (2005)

### Yngwie J. Malmsteen
- Marching Out (1985)
- Trilogy (1986)
- The Yngwie Malmsteen Collection (1991)
- Inspiration (1996)

### John Norum
- Total Control (1987)
- Live in Stockholm - Maxi-single (1990)

### Humanimal
- Humanimal (2002)
- Find My Way Home E.P. (2002)

### Varios artistas
- Eyes - Eyes (1990)
- Bai Bang - Cop to Con (1991)
- Lion Share - Nothing's Free (1991)
- Thomas Vikstrom - If I Could Fly (1993)
- Billionaires Boys Club - Something Wicked Comes (1993)
- The Johansson Brothers - The Johansson Brothers (1994)
- Misery Loves Co. - Misery Loves Co. (1995)
- Meldrum - Loaded Mental Cannon (2001)
- Richard Andersson Space Odyssey - Embrace The Galaxy (2003)
- Tommy Denander - Radioactive: Oh yeah! (2003)
- Jim Jidhed - Full Circle (2003)
- Edge of Forever - Feeding the Fire (Additional lead guitar on "Prisoner") (2004)
- Deacon Street Project - Deacon Street Project (2004)
- Bai Bang - The Best Of (2005)
- Sha Boom - The Race Is On (2005)
- Various Artists - United: Where Is The Fire DVD (2005)
- Locomotive Breath - Change of Track (2006)
- Speedy Gonzales - Electric Stalker (2006)
- The Poodles - Metal Will Stand Tall (2006)
- Impulsia - Expressions (2009)

### DVD
- Talisman - Live at SRF 2003
- Talisman - The World's Best kept Secret 2005

### Como productor
- Edge of Forever - Feeding the Fire (2004)